# Ребенок Олександра В'ячеславівна
Олександра В'ячеславівна Ребенок (рос. Александра Вячеславовна Ребенок; нар.. 6 травня 1980, Москва, Російська РФСР, СРСР) — російська акторка та телеведуча.

## Життєпис
Народилася 6 травня 1980 року в Москві в сім'ї кандидата фізико-математичних наук та модельєрки і технологині одягу. Має білоруське походження. У 1994 році закінчила дитячу школу мистецтв № 1. У 1997 році закінчила навчально-виховний комплекс імені Галини Вишневської по класу фортепіано. З 1997 по 1999 роки навчалася в Московському державному університеті культури і мистецтв, закінчила два курси на режисерському факультеті за спеціальністю «режисер театру».
У 2003 році закінчила Театральний інститут імені Бориса Щукіна, де її художнім керівником був Родіон Овчинников. З 2003 по 2005 роки співпрацювала з Театральним центром «На Страсному». У 2005 році була ведучою на каналі О2ТВ.
З 2005 по 2006 роки співпрацювала з ЦДіР А. Казанцева і М. Рощина. З 2006 року — акторка Театру.doc. З 2008 року співпрацює з ПROEKT_FAБRИКА. У 2012 році зіграла роль у фільмі «Поки ніч не розлучить».
У 2011 році Олександра Ребенок стала ведучою програми «Косметичний ремонт. Російська версія» на каналі Муз-ТВ, адаптації британського шоу Snog Marry Avoid?.
З 16 січня по 9 лютого 2012 року брала участь в реаліті-шоу «Поліглот» на телеканалі Культура.
У 2013 році Олександра Ребенок бере участь у проєкті «Минуле і Дума» телеканалу «Дождь».
Одружена з актором Олексієм Вертковим. У липні 2017 народила сина.

## Театр

### Театральний центр «На Страсному» (2003—2005) роки
- «П'ять вечорів», режисер Юрій Ніфонтов — Тамара
- «Прекрасні люди» Івана Тургенєва, реж. П. Сафонов — Ганна Семенівна Іслаєва
- «Дуже старий чоловік із величезними крилами» Габріель Маркес, реж. А. Назаров — Ізабель
- «Войцек» Георга Бюхнера, реж. А. Назаров
- «Дон Кіхот» Мігеля де Сервантеса, реж. А. Назаров

### Центр імені Всеволода Мейєрхольда (ЦІМ) (2005) рік
- «Івонна, принцеса Бургундська» Вітольда Ґомбровича, реж. П. Сафонов

### Театр.doc (з 2006)
- 2006 — «Заполярна правда» Ю. Клавдієв, реж. Георг Жено — Світла
- 2007 — «Синій слюсар» М. Дурнєнков, реж. М. Угаров, Р. Маліков — Лера
- 2009 — «Життя вдалося», реж. Михайло Угаров, М. Гацалов — Анжела
- 2011 — «89-93 (Сквоти)» реж. Р. Маліков — журналістка
- 2011 — «Годину вісімнадцять» Є. Грєміна, реж. М. Угаров — Олександра Гаусс

### ПROEKT_FAБRИКА (з 2008)
- 2008 — «3-я зміна» П. Пряжко, реж. Ф. Григорьян — вожата Олена

### ЦДР імені М. Рощина і А. Казанцева (з2009)
- 2009 — «Прихід тіла» брати Преснякови, реж. М. Гацалов — другий режисер Ксюша
- 2010 — «Клас Бенто Бончева» М. Курочкін, реж. М. Угаров — Санді
- 2011 — «Година 18» Е. Грєміна реж. М. Угаров — доктор Олександра Гаусс

### МХТ ім. А.П.Чехова (з 2013)
- 2013 — «Карамазови» Федора Достоєвського, реж. Костянтин Богомолов — Грушенька зі сміхом
- 2014 — «Мефісто»

Клаус Манн, реж.
А.Шапіро — Ніколетта фон Нібур
- 2015 — «Мушкетери. Сага. Частина перша» за мотивами роману Олександра Дюма-батька, реж. Костянтин Богомолов — Констанція (Костя)
- 2016 —"350 Сентрал парк Вест"

Вуді Аллен, реж.
К. Богомолов — Керол

### Державний Театр Націй (з 2014)
- «Гаргантюа і Пантагрюель» Франсуа Рабле, реж. К. Богомолов — Дама-Тамара і не тільки

## Фільмографія
- 2004 — Звільнення (короткометражний) — епізод
- 2004—2013 — Кулагін та партнери
- 2004 — Фотополювання (короткометражний) — Іра
- 2007 — Мрії Аліси — Зінаїда
- 2008 — Глухар (25-а серія «Падіння») — Таня Круглова
- 2008 — Петрівка, 38. Команда Семенова — Альона
- 2009 — Крем — слідчий Василина Шнейдерсон
- 2009 — М+Ж — Рита
- 2009 — Наречена будь-якою ціною — Марина
- 2009 — Слід (271-а серія «Пірамідка») — Оксана Ліванова
- 2010 — Джі-Фактор — Аліса
- 2010 — Школа — Наталія Миколаївна Орлова, вчителька фізики
- 2010 — Казка для дорослих молодшого віку (короткометражний) — Саша
- 2012 — День Перемоги (короткометражний) — Наташа
- 2012 — Поки ніч не розлучить — сучасна художниця
- 2013 — До побачення, мама — Ганна
- 2014 — У Москві завжди сонячно — Альона
- 2014 — Брати Ч — Наталія Гольден
- 2014 — Холівар — Олена
- 2014 — Спокуса — журналістка
- 2014 — Каяття — Альона
- 2016 — Криза ніжного віку — Ніка
- 2016 — Штат Пенсільванія — Дворнікова
- 2017 — Великі гроші — Ніна
- 2017 — Наліт — Марина Пушкіна, повія
- 2017 — Наречена — Ліза
- 2017 — Розбуди мене — Даша
- 2018 — Кислота — мама Саші
- 2018 — Садове кільце — Ліда
- 2018 — Гравець — Наташа Левандо (телесеріал)
- 2018 — Операція «Сатана» — Ганна Миколаївна Макарова
- 2018 — Жовте око тигра
- 2019 — Утриманки (телесеріал) — Ольга Крутова
- 2019 — Мертве озеро — Аліна, працівниця готелю
- 2019 — Швабра — Анна Николаевна, главная героиня

## Телепередачі
- 2010 — Реаліті-шоу «Мамо, я хочу стати зіркою!» (MTV Росія) — ведуча
- 2011 — «Косметичний ремонт. Російська версія» (Муз-ТБ) — ведуча
- 2012 — Інтелектуальне реаліті-шоу «Поліглот» (телеканал «Культура») — учасниця
- 2012 — Реаліті-шоу «Гра Крокодил» (Муз-ТБ) — учасниця